# 糙隱鰭鯰
糙隱鰭鯰，為輻鰭魚綱鯰形目鯰科的其中一種，為熱帶淡水魚，分布於亞洲中國珠江及閩江至香港淡水流域，體長可達17.1公分，棲息在礫石底質、水流快速的溪流底層水域，屬夜行性，生活習性不明。